# Константин Пятс
Константин Пятс (на естонски: Konstantin Päts) е най-влиятелният политик в междувоенна Естония, служейки пет пъти като ръководител на правителството. Той е един от първите естонци, станали активни в политическия живот на страната, и започва почти 40-годишно политическо съперничество с Яан Тънисон, първоначално чрез вестника си „Театая“. Осъден е на смърт по време на революцията в Русия през 1905 г., но успява да избяга в Швейцария, а след това във Финландия, където продължава редакционната си дейност. По-късно се завръща в Естония, но се налага да прекара известно време в затвора през 1910 – 1911 г.
През 1917 г. Пятс оглавява временното правителство на автономната губерния Естония, но е принуден да премине в нелегалност след Октомврийската революция от същата година. На 19 февруари 1918 г. Пятс става един от тримата членове на Комитета за спасение на Естония, който обявява независимостта на страната на 24 февруари. Той оглавява временното правителство на Естония в периода 1918 – 1919 г., но прекарва известно време в затвора, след като Германската империя окупира страната. През 1918 г. служи и като министър на вътрешните работи, и като министър на войната, което го поставя в позиция да организира естонските войски за войната за независимост.
През 1920-те и 1930-те години Константин Пятс е начело на най-дясната пария по това време – консервативното Обединение на фермерите, което се слива със Съюза на заселниците и дребните стопани през 1932 г. Той е говорител на Рийгикога през 1922 – 1923 г. и служи общо пет пъти като държавен старейшина – пост, еквивалентен на президент в парламентарната система на Естония (1921 – 1922, 1923 – 1924, 1931 – 1932, 1932 – 1933, 1933 – 1934). През последния си мандат като държавен старейшина организира преврат, целящ неутрализирането на дясното популистко Вапско движение. Получава подкрепата на армията и парламента и установява диктаторски режим. По време на авторитарния му режим са въведени множество реформи, а икономиката расте, докато Пятс удължава завръщането на конституционния ред. Служи като министър-председател през 1934 – 1937 г. и като президент-регент през 1937 – 1938 г. През 1938 г. е приета нова конституция, след която Пятс става първият президент на Естония. По време на президентството му, Съветският съюз окупира Естония през 1940 г. Той е принуждаван да подписва различни укази в продължение на месец, след което е арестуван и депортиран в РСФСР, където е обявен за психично болен и намира смъртта си в психиатрия през 1956 г.
След като Естония става отново независима държава през 1991 г., тя договоря пренасянето на тялото на Пятс от Русия, за да бъде погребан в родината си подобаващо.